# Epiplatys sexfasciatus
 Epiplatys sexfasciatus és una espècie de peix de la família dels aploquèilids i de l'ordre dels ciprinodontiformes.

## Morfologia
Els mascles poden assolir els 10 cm de longitud total.

## Subespècies
- Epiplatys sexfasciatus rathkei (Radda, 1970)
- Epiplatys sexfasciatus sexfasciatus (Gill, 1862)
- Epiplatys sexfasciatus togolensis (Loiselle, 1971)

## Distribució geogràfica
Es troba a Àfrica: des de Ghana fins a Benín, Nigèria, Camerun, Guinea Equatorial i Gabon.